# Camp David-forhandlingerne i 2000
Camp David-forhandlingerne i juli 2000 var et topmøde med fredsforhandlinger mellem USA's præsident Bill Clinton, Israels statsminister Ehud Barak, og formand for Det palæstinensiske selvstyreområde, Yasser Arafat. Det endte i et mislykket forsøg på at forhandle frem en "endelig statusaftale" i Israel-Palæstina-konflikten.